# Chascanopsetta micrognatha
Chascanopsetta micrognatha és un peix teleosti de la família dels bòtids i de l'ordre dels pleuronectiformes.

## Morfologia
Pot arribar als 27,4 cm de llargària total.

## Distribució geogràfica
Es troba a les costes del Pacífic Occidental.